# Charles de Schomberg
Pour les articles homonymes, voir Schomberg.
c'est son père Henri de schomberg qui a participé au sièges de l'ile de Ré et de la Rochelle 
Charles de Schomberg ou Schonberg (16 février 1601 – 6 juin 1656), duc d'Halluin (ou Hallwin), est un militaire français du XVIIe siècle. Il est fait un pair et maréchal de France par Louis XIII.

## Biographie
Charles de Schomberg est le fils de Henri de Schomberg (également maréchal de France) et de sa première épouse Françoise d'Espinay, dame de Matheflon et de Durtal (morte en 1602).
Il se marie d'abord avec Anne, duchesse d'Halluin (morte en novembre 1641) : en l'épousant il prend le titre de duc d'Halluin (titre qu'il partage avec Henri de Nogaret, le 1er époux d'Anne d'Halluin, un titre ne se perdant pas par divorce) ; puis le 24 septembre 1646 il épouse Marie de Hautefort (1616-1691), dame d'honneur d'Anne d'Autriche. Cette seconde épouse est l'une des rares passions de Louis XIII, restée bien entendu platonique.
Charles de Schomberg a repoussé victorieusement l'attaque espagnole à Leucate en 1637. À la suite de quoi, il est devenu maréchal de France en 1637. Il est également colonel général des Cent-Suisses et Grisons, gouverneur du Languedoc à la suite de son père, de 1633 à 1645, et enfin gouverneur de la Citadelle de Metz et des Trois-Évêchés de 1645 à 1656. Il est membre de la Compagnie du Saint-Sacrement et soutient Alix Clerginet dans la fondation d'un Maison de propagation de la foi, destinée à convertir au catholicisme les jeunes filles et femmes calvinistes et juives.